# Hippasteria heathi
Hippasteria heathi är en sjöstjärneart som beskrevs av Fisher 1905. Hippasteria heathi ingår i släktet Hippasteria och familjen ledsjöstjärnor. Inga underarter finns listade i Catalogue of Life.